# Criptógama

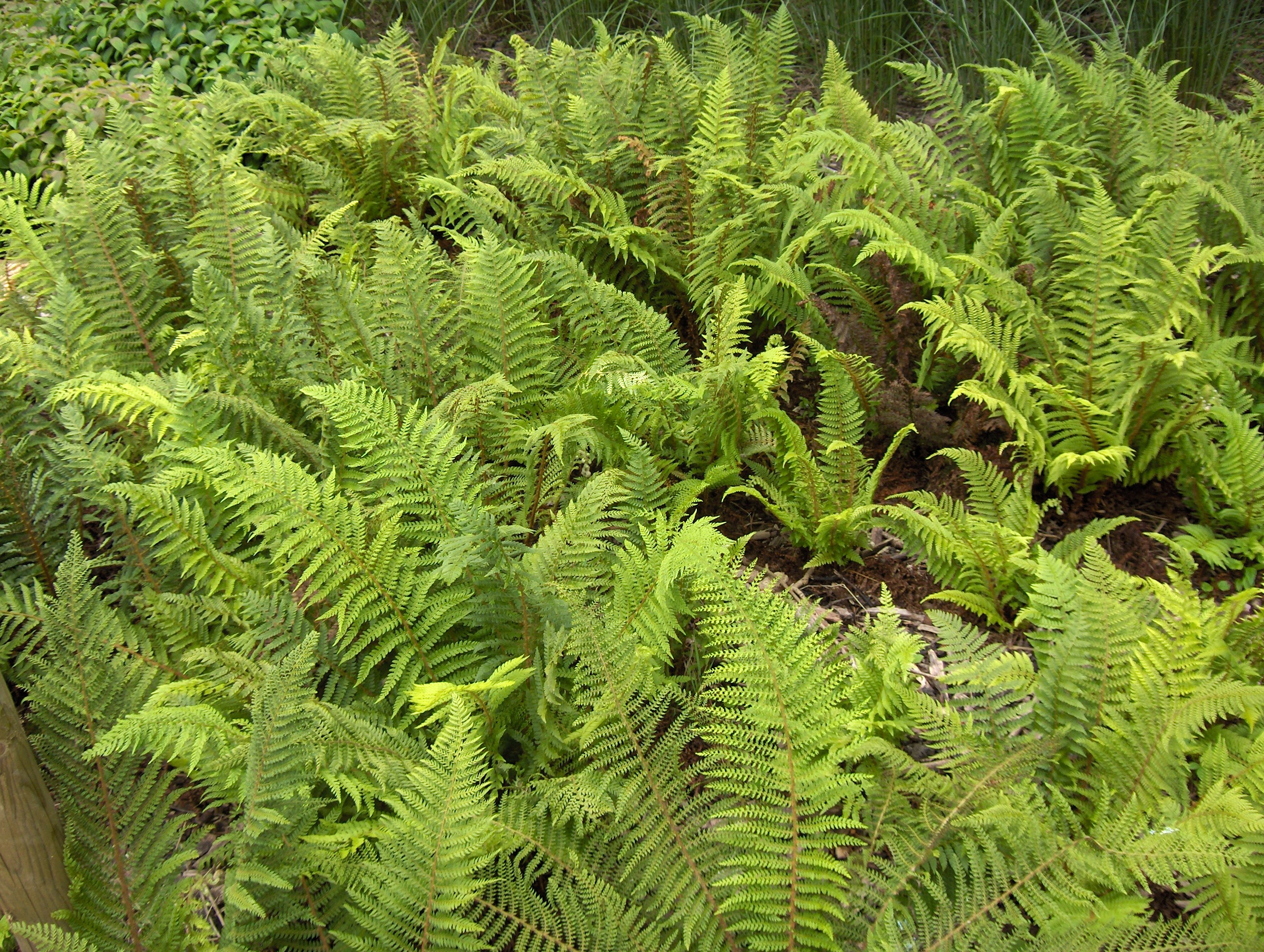
Polystichum setiferum, helecho.

En botánica sistemática se llama criptógamas (Cryptogamae en latín) a todos los vegetales que no contienen semillas. También son llamadas esporafitas y De Jussieu las llamó acotiledóneas.

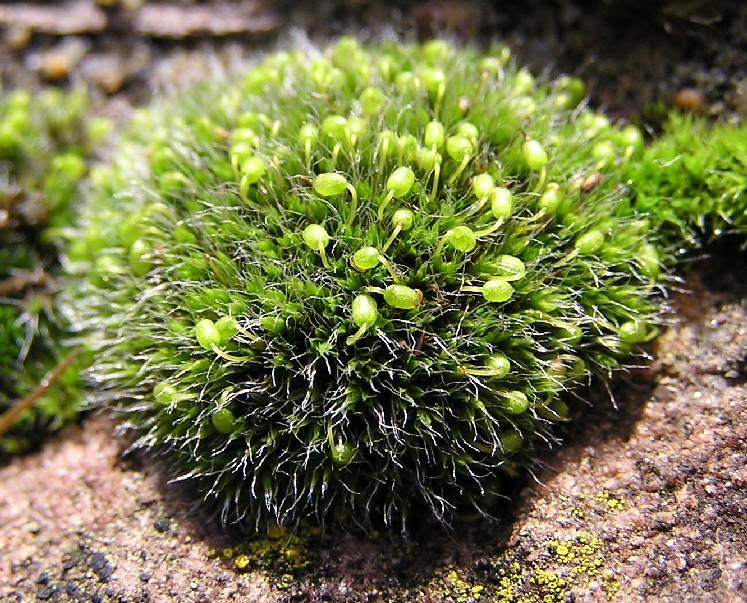
Grimmia pulvinata, musgo.

El nombre latino, Cryptogamae, deriva de las raíces griegas κρυπτός (kryptos) y γάμος (gamos), que significan, respectivamente, 'escondido' y 'unión sexual'. Este nombre era usado desde Linneo para referirse a las plantas sin flores y por extensión aquellas cuyos aparatos de reproducción no eran visibles a simple vista, cuya mayor diferencia de las fanerógamas (Spermatophyta) es que estas se propagan por semillas, habiéndose observado solo la propagación por esporas. En las semillas intervienen procesos y elementos similares a los de las esporas, pero las semillas son pluricelulares en tanto que las esporas son unicelulares, es por esta razón que se les llamó esporafitas.

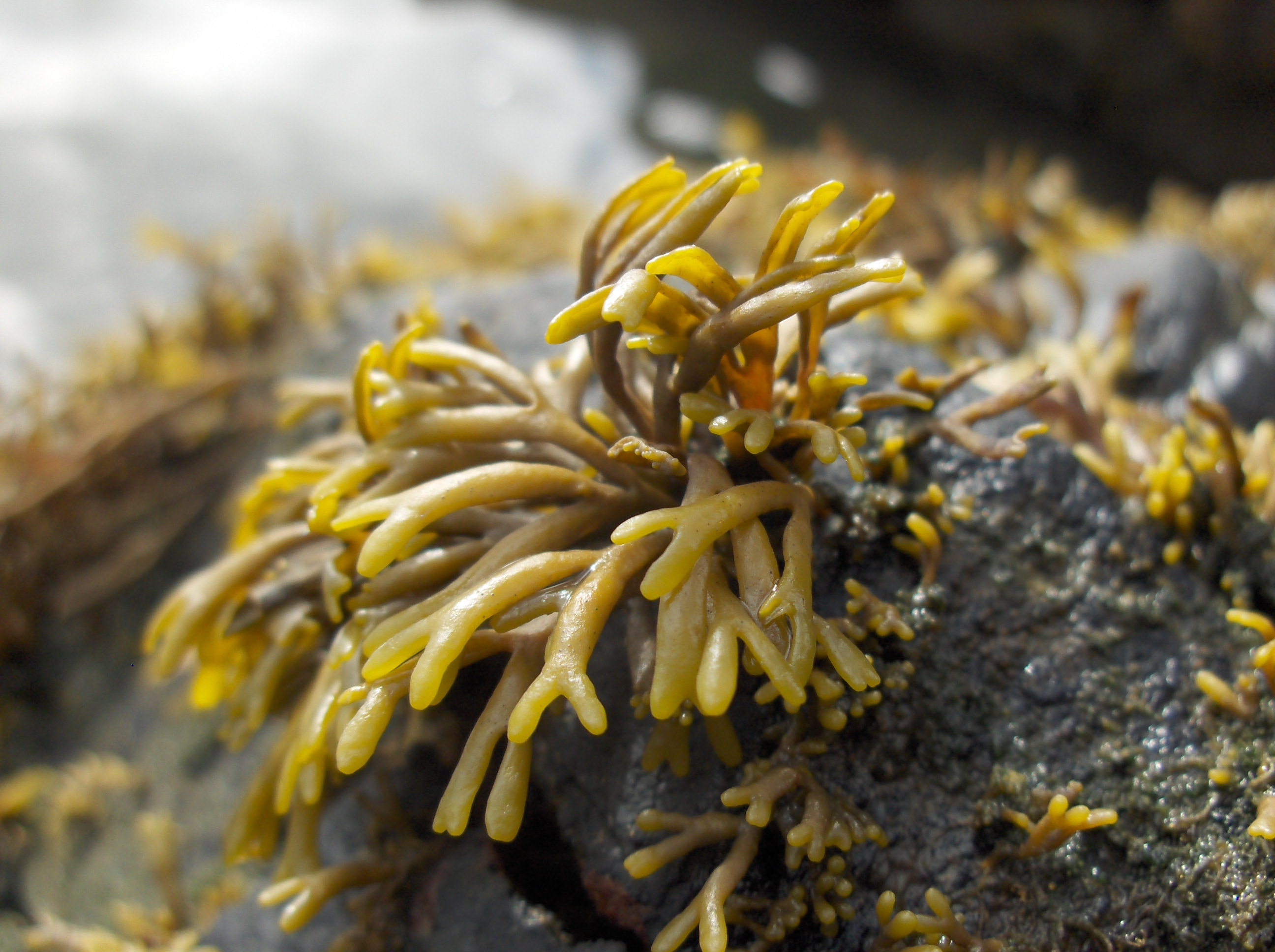
Pelvetia canaliculata, alga.

Con el tiempo, nuevas observaciones, a menudo con el auxilio necesario del microscopio, permitieron conocer en la mayoría de esos grupos la forma que adoptan la formación de gametos y la fecundación. Así, la primera división de las esporafitas fue en: talofitas, briofitas y pteridofitas. A partir de aquí la clasificación sufrió diferentes cambios con divisiones y reorganizaciones. Durante este proceso se acuñó el término de criptogamista a los botánicos que se dedicaron especialmente al estudio de las criptógamas.

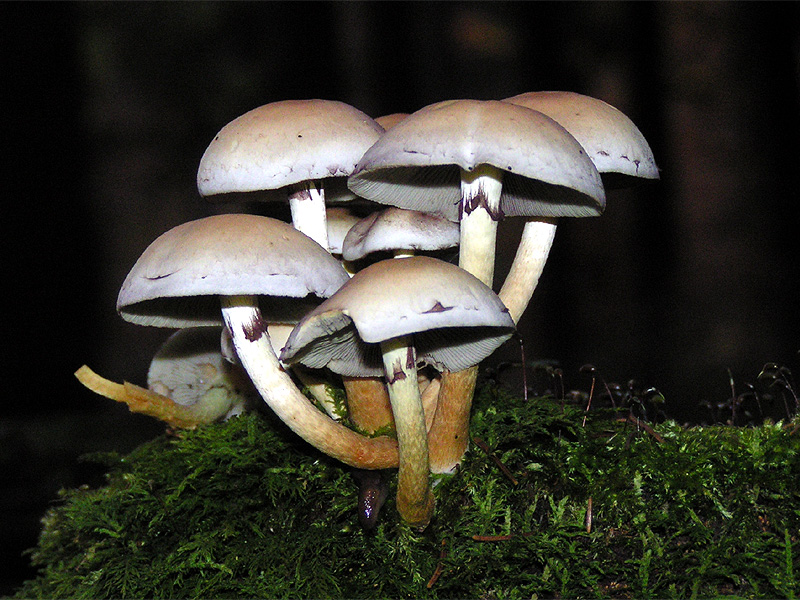
Hypholoma fasciculare, hongo.

En este episodio de la historia aparecieron nombres de clasificaciones tales como: carales, feofíceas, rodofíceas, eumicetes, embriofitas, mixotalofitas, mixomicetes, fitosacordinas, asifonógamas, esquizofitas y el grupo de los flagelados, las primeras antedichas y otras menos conocidas o de aparición y desaparición fugaz.

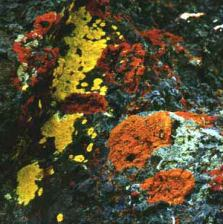
Liquen.

En el concepto caben grupos como los hongos, los diversos grupos conocidos como algas y la parte de los embriófitos (plantas terrestres) que carece de semilla, incluidos por ejemplo los musgos, los licopodios, los helechos y los líquenes.
El avance del conocimiento ha hecho reconocer que el concepto de criptógama tiene tan poca utilidad sistemática como el de vegetal, de forma que carece actualmente de cualquier valor científico. Se sigue usando a veces en la clasificación de la parte sistemática de los libros de texto, en los nombres de algunos departamentos universitarios o en las secciones de los viejos museos. Aparece también todavía en el título de algunas revistas científicas, como Cryptogamic Botany, publicada en Stuttgart.

## Sistemática
Según el sistema Eichler (1883) se clasificaban del siguiente modo:
- género Vegetabilia
  - subreino Cryptogamae
    - división I. Thallophyta (algas, hongos y líquenes)
    - división II. Bryophyta
    - división III. Pteridophyta